# 富好禮
富好禮（1486年—？），字子超，號春山，直隸松江府華亭縣人，軍籍，明朝政治人物。

## 生平
正德五年（1510年）庚午科應天鄉試第九十六名舉人，十六年（1521年）中式辛巳科會試第一百四十二名，二甲第二十二名進士。授工部屯田司主事，升刑部郎中，出為重慶府知府，升四川按察司副使。

## 家族
曾祖富禎；祖父富□；父富洪，母丁氏。具慶下。女婿莫如忠。